# Ачучук
Ачучу́к (узб. achuchuk, ачучук, также ач(ч)ик-чучук, узб. «ач(ч)ик» — острый, «чучук» — сладкий", шакара́п, шакаро́б) — узбекский овощной салат. Основной ингредиент: помидоры; также добавляется репчатый или ялтинский лук, перец чили (острый перец), сладкий перец (перец стручковый), паприка, соль, молотый чёрный перец.
Является универсальным и популярным гарниром к плову, шашлыку, мясу и другим жирным блюдам.
Блюдо популярно в Таджикистане, Узбекистане, Кыргызстане и Казахстане.

## Происхождение
Салат шакароб (ачучук, аччик-чучук) — национальное блюдо узбеков.

## Ингредиенты и время приготовления
Основной ингредиент: помидоры; также добавляется репчатый или ялтинский лук, перец чили (острый перец), сладкий перец (перец стручковый), паприка, соль, молотый чёрный перец.
Время приготовления
На приготовление потребуется около 5 минут.

## Энергетическая ценность
На 100 граммов готового блюда — 27,63 калл;
- Белки — 1,21 г
- Жиры — 0,15 г
- Углеводы — 5,57 г[4]